# Patrick Doeplah
Patrick Doeplah (Monrovia, 27 ottobre 1990 – Monrovia, 22 marzo 2011) è stato un calciatore liberiano, di ruolo attaccante.

## Biografia
Il 22 marzo 2011 venne trovato morto a Monrovia mentre era in ritiro con la nazionale olimpica..

## Carriera

### Club
Nel 2009, dopo aver giocato in patria, si trasferì all'Hapoel Kfar Saba, squadra con cui conta 55 presenze e 17 gol, e con cui giocherà fino alla sua morte.

### Nazionale
Conta 2 presenze con la Nazionale liberiana.

## Statistiche

### Cronologia presenze e reti in nazionale
| Cronologia completa delle presenze e delle reti in nazionale ― Liberia | Cronologia completa delle presenze e delle reti in nazionale ― Liberia | Cronologia completa delle presenze e delle reti in nazionale ― Liberia | Cronologia completa delle presenze e delle reti in nazionale ― Liberia | Cronologia completa delle presenze e delle reti in nazionale ― Liberia | Cronologia completa delle presenze e delle reti in nazionale ― Liberia | Cronologia completa delle presenze e delle reti in nazionale ― Liberia | Cronologia completa delle presenze e delle reti in nazionale ― Liberia |
| Data                                                                   | Città                                                                  | In casa                                                                | Risultato                                                              | Ospiti                                                                 | Competizione                                                           | Reti                                                                   | Note                                                                   |
| ---------------------------------------------------------------------- | ---------------------------------------------------------------------- | ---------------------------------------------------------------------- | ---------------------------------------------------------------------- | ---------------------------------------------------------------------- | ---------------------------------------------------------------------- | ---------------------------------------------------------------------- | ---------------------------------------------------------------------- |
| 5-9-2010                                                               | Paynesville                                                            | Liberia                                                                | 1 – 1                                                                  | Zimbabwe                                                               | Qual. Coppa d'Africa 2012                                              | -                                                                      |                                                                        |
| 9-10-2010                                                              | Bamako                                                                 | Mali                                                                   | 2 – 1                                                                  | Liberia                                                                | Qual. Coppa d'Africa 2012                                              | -                                                                      |                                                                        |
| Totale                                                                 |                                                                        | Presenze                                                               | 2                                                                      |                                                                        | Reti                                                                   | 0                                                                      |                                                                        |